# Дањенте (Новара)
Дањенте је насеље у Италији у округу Новара, региону Пијемонт.
Према процени из 2011. у насељу је живело 518 становника. Насеље се налази на надморској висини од 374 м.